# Aube
Aube ((Fransk: (] [[:Media:[o:b]|hør]])) er et fransk departement i regionen Champagne-Ardenne. Hovedbyen er Troyes, og departementet har 292.131 indbyggere (1999).
Der er 3 arrondissementer, 17 kantoner og 431 kommuner i Aube.
- Wikimedia Commons har flere filer relateret til Aube

48°20′N 4°10′Ø / 48.333°N 4.167°Ø